# Località bandiere blu in Italia (2000)
Elenco delle località italiane insignite della bandiera blu dalla FEE per l'anno 2000.

## Spiagge

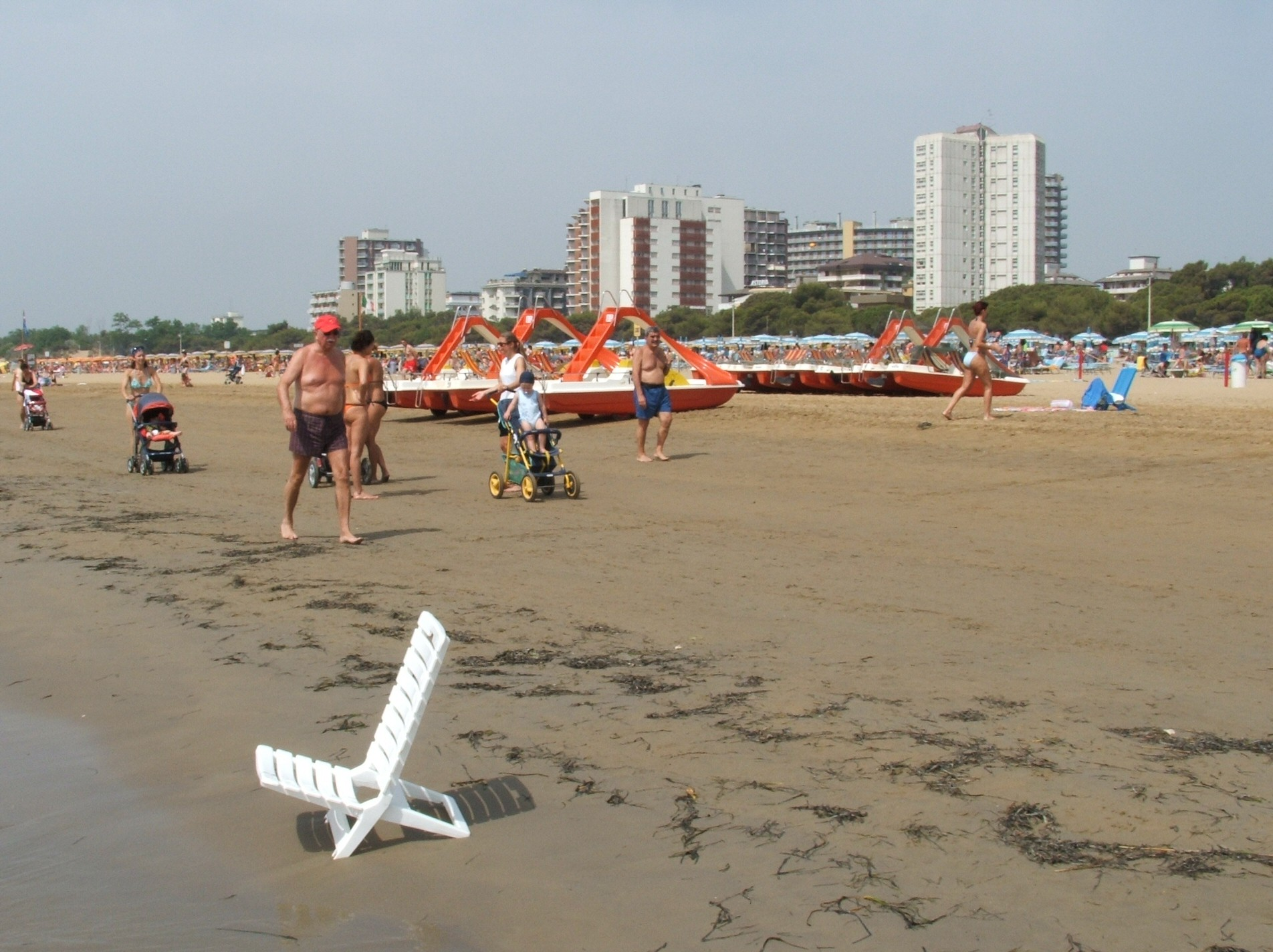
La spiaggia di Lignano Sabbiadoro

### Piemonte
- Verbania

### Lombardia
- Sirmione

### Friuli-Venezia Giulia
- Grado
- Lignano Sabbiadoro

### Veneto
- Bibione

### Liguria
- Albisola Superiore
- Bordighera
- Celle Ligure
- Chiavari
- Lavagna
- Moneglia
- Noli
- Portofino
- Sestri Levante
- Spotorno
- Taggia
- Varazze
- Venere Azzurra diLerici

### Emilia-Romagna

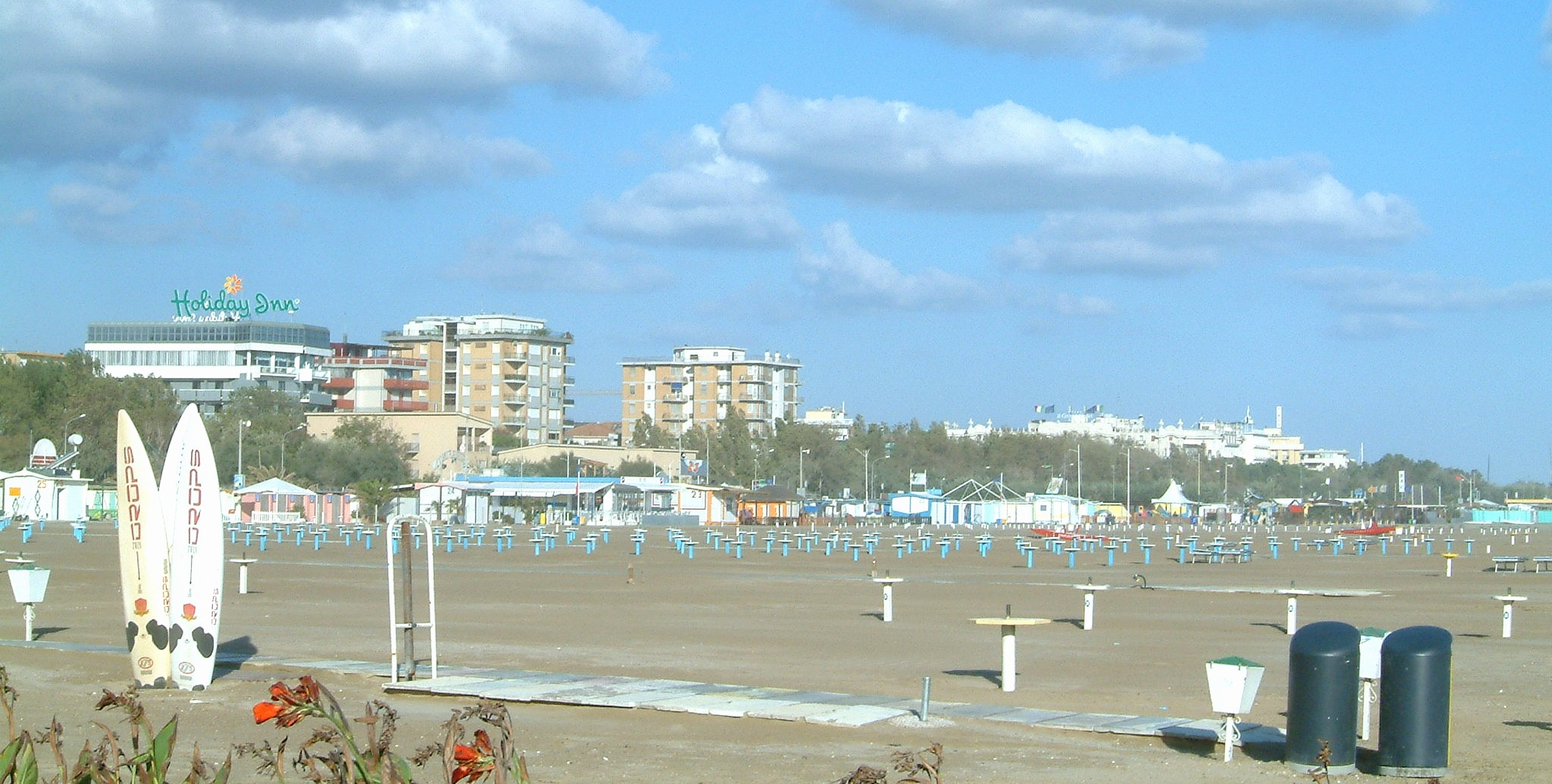
La spiaggia di Rimini

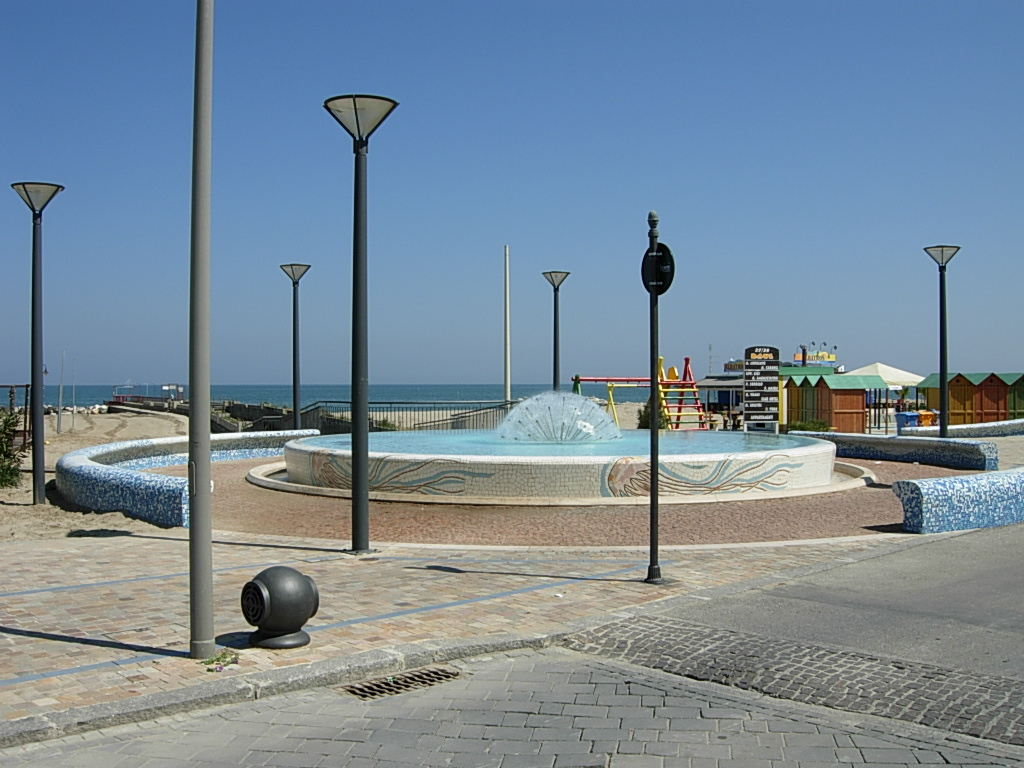
Misano Adriatico - La Medusa, fontana del lungomare posta sopra il Rio Agina, all'incrocio con Via Marche.

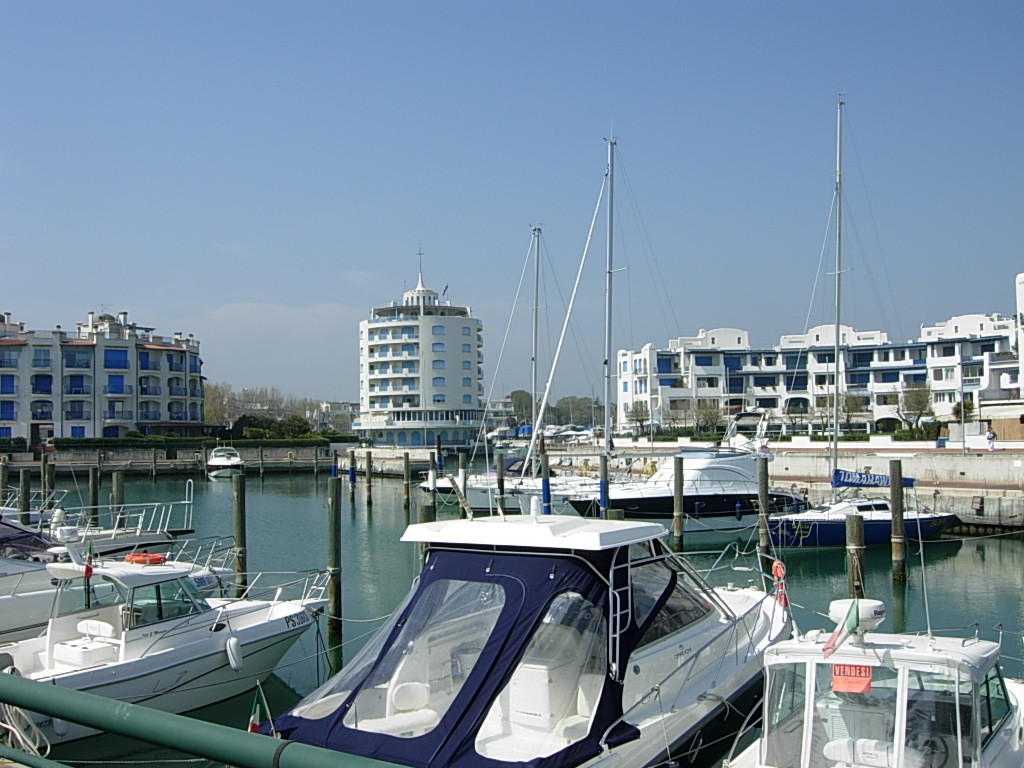
Misano Adriatico - La frazione di Portoverde

- Marina di Ravenna
- Cervia
- Cesenatico
- Rimini
- Misano Adriatico
- Cattolica

### Toscana
- Castiglioncello e Vada di Rosignano Marittimo
- Castiglione della Pescaia
- Castagneto Carducci
- Follonica
- Versilia, Forte dei Marmi, Pietrasanta, Camaiore, Viareggio

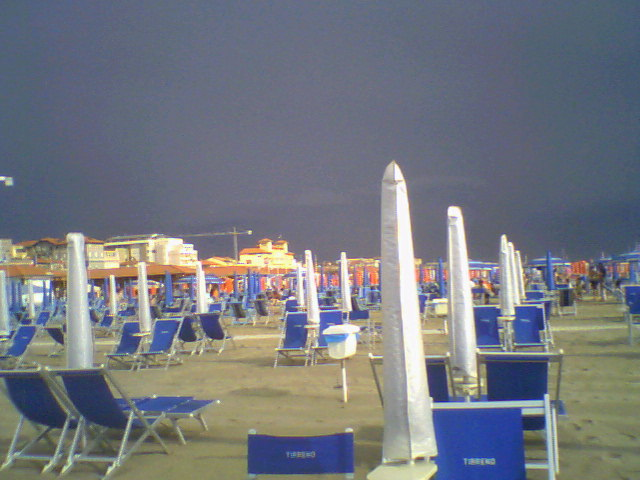
La spiaggia di Viareggio

- Marina di Grosseto

### Marche

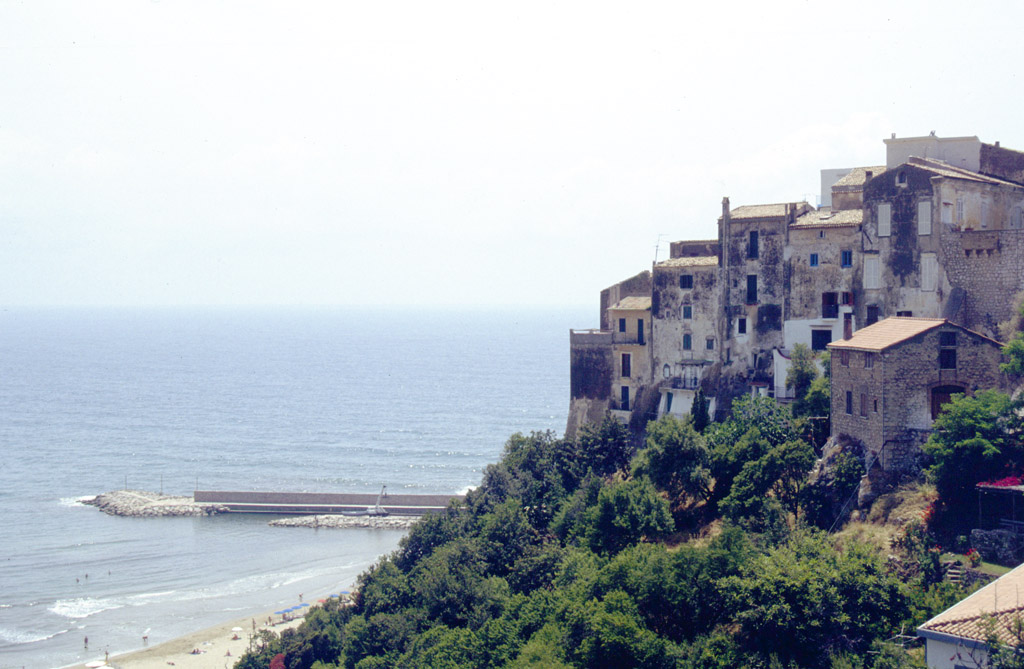
Sperlonga

- Gabicce Mare
- Fano
- Senigallia
- Ancona, spiaggia di Portonovo
- Sirolo

- Spiaggia di Numana Bassa
- Porto San Giorgio
- Cupra Marittima
- Grottammare
- San Benedetto del Tronto

### Lazio
- Sperlonga

### Abruzzo

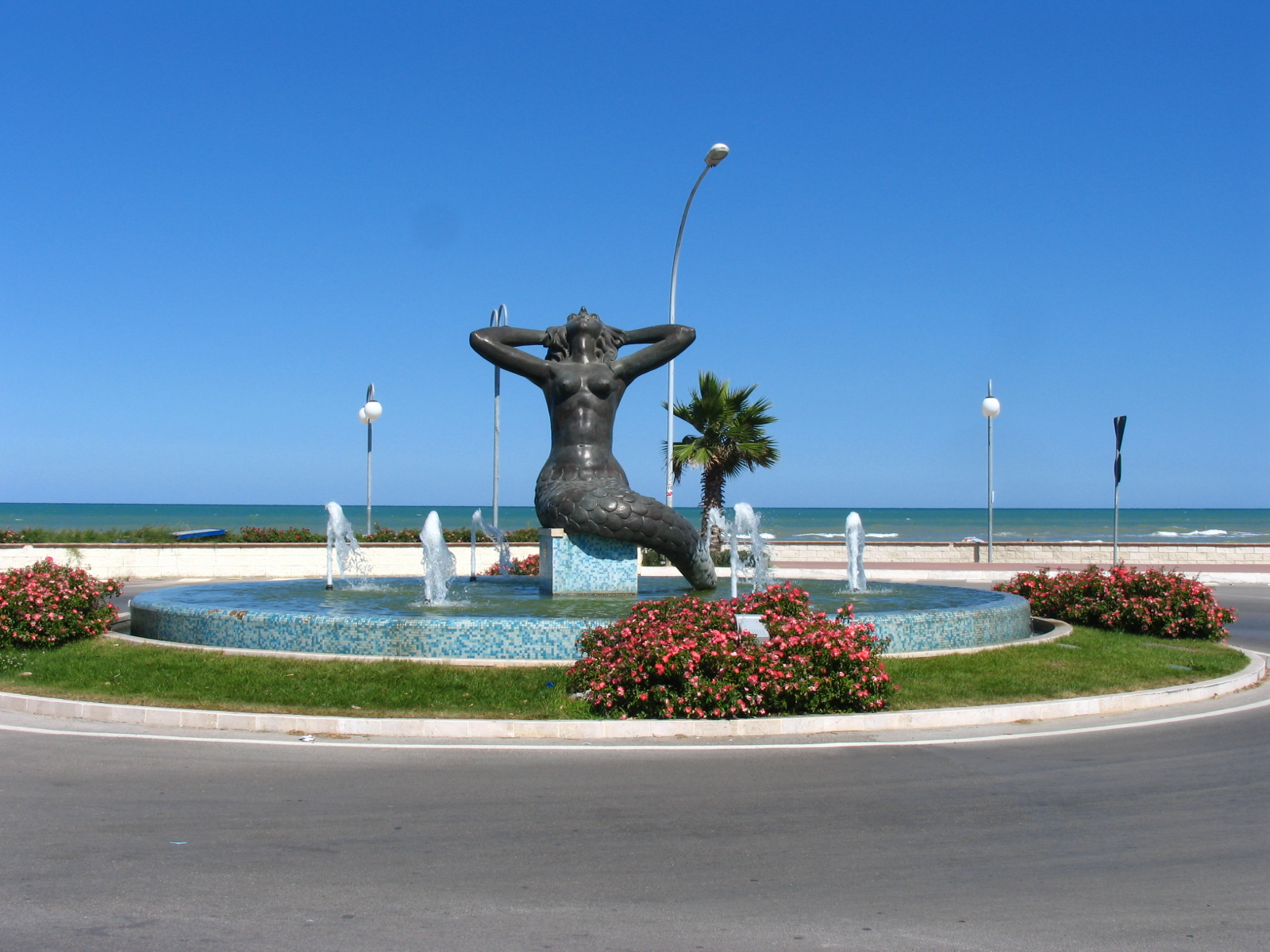
Tortoreto Lido

- Alba Adriatica
- Martinsicuro
- Roseto degli Abruzzi
- San Salvo
- Tortoreto

### Campania

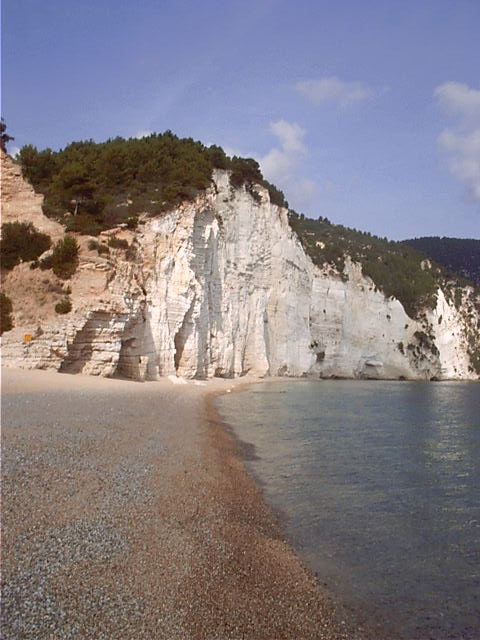
La baia di Vignotica, nel comune di Mattinata

- Camerota
- Castellabate
- Pollica
- Positano
- Sapri

### Puglia
- Castro
- Castellaneta
- Ginosa
- Monopoli
- Ostuni
- Rodi Garganico
- Vieste

### Basilicata
- Policoro
- Nova Siri
- Scanzano Jonico

### Calabria
- Crucoli
- Roseto Capo Spulico

### Sicilia
- Marsala
- Menfi
- San Vito Lo Capo
- Ustica

### Sardegna
- La Rena Bianca di Santa Teresa di Gallura
- Punta Cannone e Lido d'Aquila de La Maddalena
- Poetto Quartu Sant'Elena

## Approdi

### Liguria
- Imperia Mare
- Marina di Andora
- Portosole di San Remo
- Marina di Chiavari
- Porto Lotto di La Spezia
- Porto Turistico Internazionale di Rapallo

### Veneto
- Darsena dell'Orologio
- Marina 4, Caorle
- Marina del Cavallino
- Marina di Albarella
- Marina di Lio Grando
- Porto Turistico, Jesolo

### Friuli-Venezia Giulia
- Lega Navale di Trieste
- Darsena di Lignano Sabbiadoro
- Marina Capo Nord, Latisana
- Marina di Aquileia
- Marina Punta Gabbiani
- Marina Punta Verde, Lignano
- Marina Punta Faro, Lignano
- Marina Uno, Lignano
- Porto San Vito, Grado

### Emilia-Romagna
- Circolo Velico Ravennate
- Portoverde, Misano Adriatico

### [Toscana
- Marina di Cala Galera
- Marina di Punta Ala

### Marche
- Marina Porto San Giorgio

### Lazio
- Marina di Nettuno
- Riva di Traiano, Civitavecchia

### Abruzzo
- Marina di Pescara

### Campania
- Marina di Santa Lucia, Napoli
- Porto Turistico Marina Grande, Capri
- Sudcantieri, Pozzuoli

### Calabria
- Sibari Marina, Cassano all'Ionio

### Sicilia
- Marina di Portorosa, Furnari

### Sardegna
- Marina dell'Orso, Poltu Quatu
- Marina di Capitana
- Marina di Portisco
- Marina di Porto Cervo
- Marina di Porto Ottiolu
- Marina di Porto Rotondo
- Santa Teresa di Gallura